# Вапнична Раїса Михайлівна
Раїса Михайлівна Вапнична (14 листопада 1947) — німецька (раніше українська) шахістка, чемпіонка України із шахів серед жінок 1964 року.

## Життєпис
Має докторську ступінь. У 1964 році у віці 17 років, представляючи на змаганнях м.Чернівці, Вапнична здобула перемогу у чемпіонаті України. У тому ж році брала участь у фіналі чемпіонату СРСР, де посіла останнє місце набравши 4 очка з 19 можливих (+2-13=4).
У 1967 році у складі збірної УРСР стала бронзовим призером першості СРСР серед команд союзних республік, а також посіла особисте 3-тє місце на шахівниці серед дівчат (6½ очок з 9 можливих).
У складі СТ «Спартак» — бронзовий призер першості СРСР серед спортивних товариств 1966 року, учасниця аналогічного турніру 1964 року. Її особистий результат на цих турнірах — дві бронзових нагороди на шахівниці серед дівчат.
У серпні 1983 року здобула перемогу на відкритому чемпіонаті ФРН (6½ з 9 очок), що проходив у Порці. У 1993 році посіла друге місце на турнірі в Баден-Бадені. Учасниця берлінських турнірів. Учасниця жіночого командного чемпіонату Німеччини 1993/94 .

## Турнірні результати
| Рік  | Місце проведення | Турнір                                                                | Результат | +  | —  | = | Місце      |
| ---- | ---------------- | --------------------------------------------------------------------- | --------- | -- | -- | - | ---------- |
| 1964 | Івано-Франківськ | 24-й чемпіонат України                                                | 11 з 15   | 10 | 3  | 2 | Gold       |
|      | Тбілісі          | 24-й чемпіонат СРСР                                                   | 4 з 19    | 2  | 13 | 4 | 20         |
| 1965 | Севастополь      | 25-й чемпіонат України                                                | 11½ з 15  | 11 | 3  | 1 | Silver     |
|      | Київ             | першість України СТ «Спартак»                                         | 14½ з 15  | 14 | 0  | 1 | Gold       |
| 1969 | Чернівці         | 29-й чемпіонат України                                                | ? з 14    |    |    |   | ?          |
|      |                  | Всесоюзний чемпіонат СТ "Буревісник"                                  | з         |    |    |   | Gold       |
| 1971 | Гомель           | півфінал 31-го чемпіонату СРСР (Всесоюзний чемпіонат СТ "Буревісник") | 10½ з 17  |    |    |   | 4          |
| 1971 | Львів            | 31-й чемпіонат України                                                | ? з 11    |    |    |   | нижче 2-го |
| 1973 | Львів            | 33-й чемпіонат України                                                | 7½ з 11   | 5  | 1  | 5 | 5          |
| 1974 | Одеса            | 34-й чемпіонат України                                                | 7½ з 11   |    |    |   | 4          |
| 1977 | Львів            | 37-й чемпіонат України                                                | 5 з 9     | 4  | 3  | 2 | 11         |
| 1979 | Чернівці         | 39-й чемпіонат України                                                | - з 12    | 2  | 0  | 0 | -          |
| 1983 | Порц             | Відкритий чемпіонат ФРН                                               | 6½ з 9    |    |    |   | Gold       |